# Arachnopusia ajax
Arachnopusia ajax is een mosdiertjessoort uit de familie van de Arachnopusiidae. De wetenschappelijke naam van de soort is voor het eerst geldig gepubliceerd in 1924 door Livingstone.